# Sageston
Sageston är en by i Pembrokeshire i Wales. Byn är belägen 115,6 km 
från Cardiff. Orten har 847 invånare (2016).